# Seifensieder

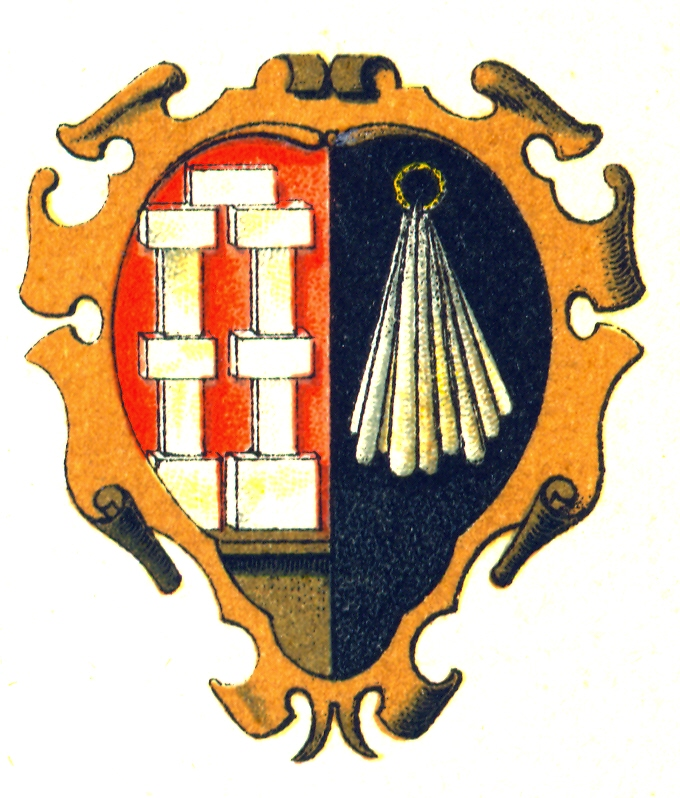
Zunftwappen der Seifensieder und Kerzenzieher

Der Seifensieder (zu „sieden“) ist ein Handwerker, der Seife aus Fetten, Ölen und alkalischen Lösungen herstellt.

## Geschichte
Die schon seit den Sumerern bekannte Technik wurde während der Kreuzzüge auch nach Europa eingeführt und ersetzte das bis dahin gebräuchliche Waschen mit Holzasche oder deren Lauge (Aschenlauge). Erste Zünfte sind in Mitteleuropa im 14. Jahrhundert für Augsburg, Wien und Ulm nachgewiesen.
Mit dem Einsetzen der industriellen Herstellung von Seife im 19. Jahrhundert verlor der Handwerksberuf seine Bedeutung und führte nur noch ein Nischendasein. Seit einiger Zeit scheint das Handwerk allerdings wieder einen Aufschwung zu erfahren. Seit der Jahrtausendwende entstanden sowohl in Europa als auch den USA in vielen Städten kleine Seifensiedereien, die nach traditionellen Methoden Seife herstellen, und deren Produkte man auch zunehmend im Versandhandel findet.
Der hl. Florian gilt als der Schutzpatron der Seifensieder.

## Produkte und Techniken des Seifensieders
Handwerkliche Seifensieder und Seifenmanufakturen konzentrieren sich heute überwiegend auf die Herstellung sogenannter Leimseifen für kosmetische Zwecke, d. h. zur Hand- und Körperreinigung. Die Produktion von Schmierseifen sowie die Herstellung von Kern- und Feinseifen erfolgt wegen des hohen apparativen Aufwands überwiegend im industriellen Maßstab.
Die Herstellung und der Vertrieb von Seifen für kosmetische Zwecke ist im europäischen Wirtschaftsraum durch die „Verordnung (EG) Nr. 1223/2009 über kosmetische Mittel“ geregelt. Zu ihrer Durchführung gilt in Deutschland die „Kosmetik-Verordnung“.

### Siedeprozess

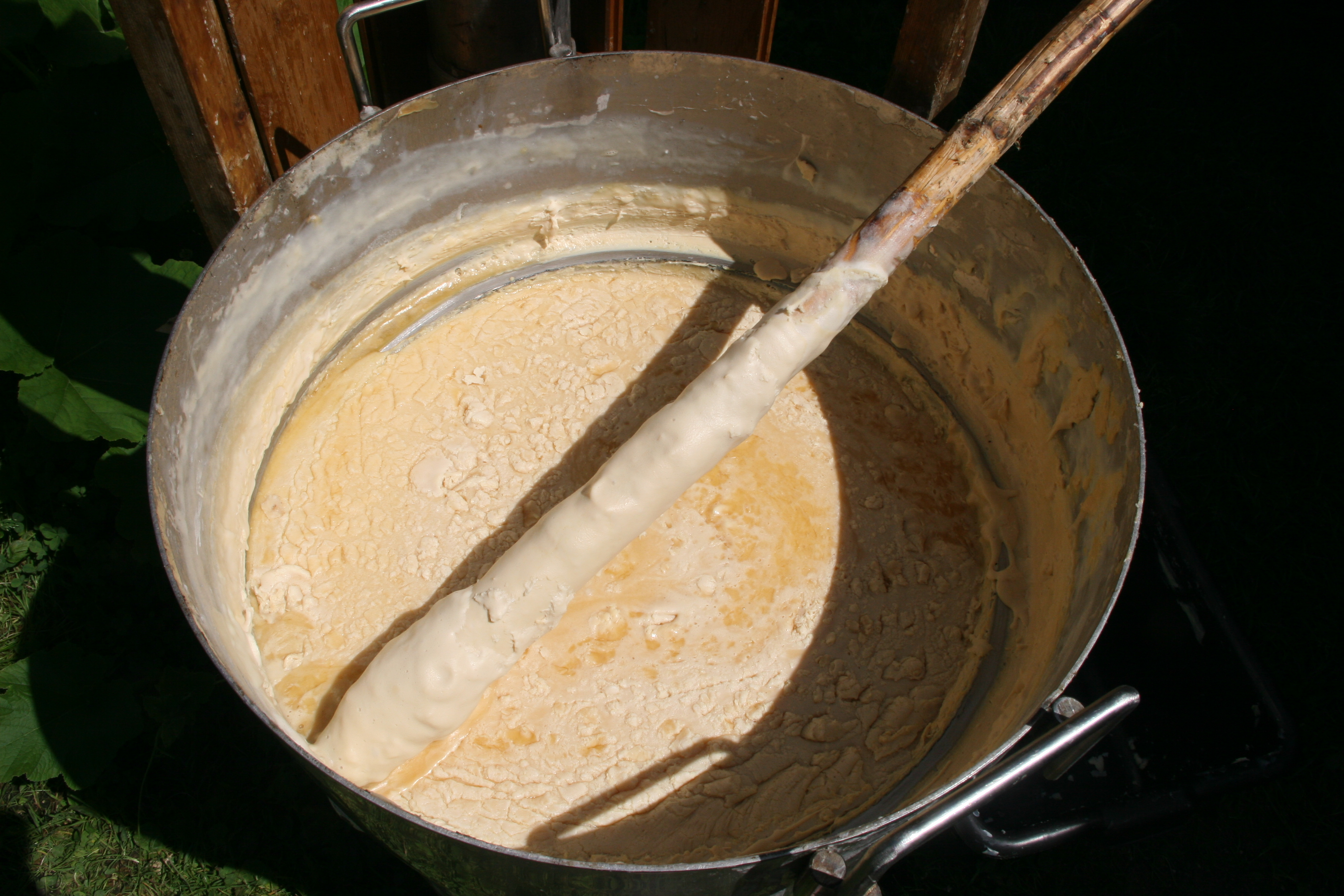
Seifenherstellung aus Schaffett

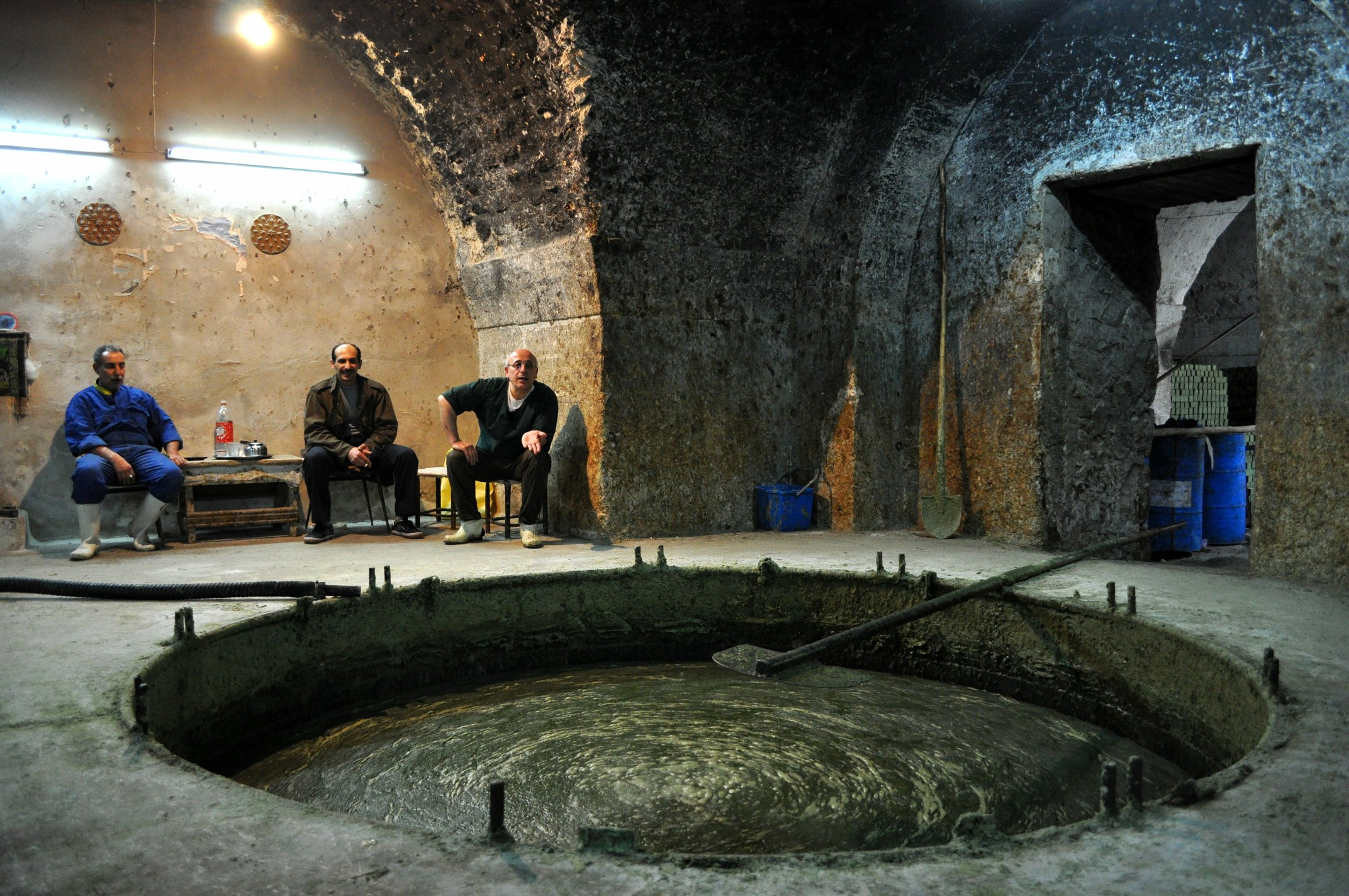
Seifensieder in Aleppo, Syrien, bei der Herstellung von Aleppo-Seife

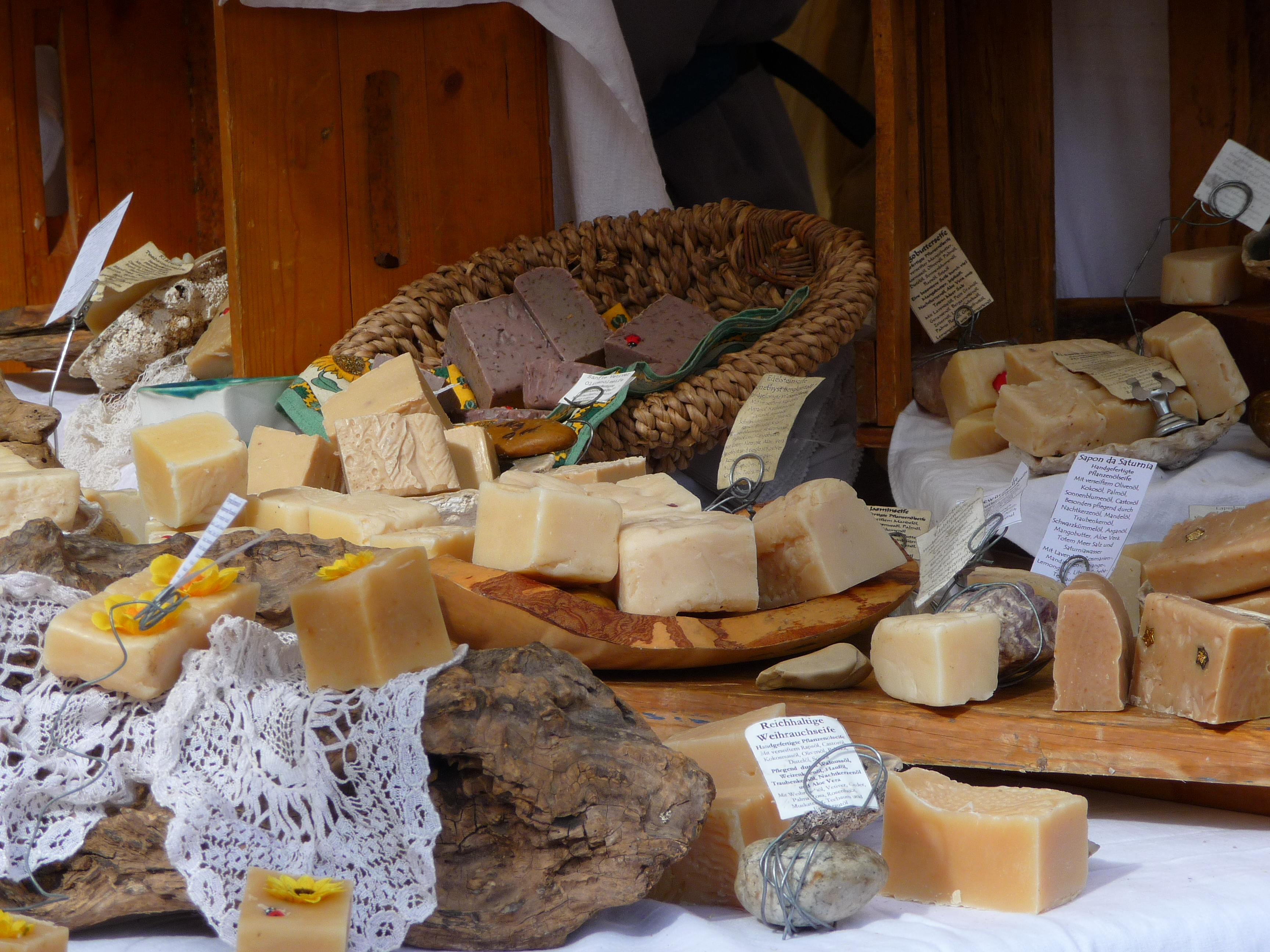
Handgemachte Seifen auf dem Bauernmarkt in Speyer 2008

Zur Herstellung von Seifen werden pflanzliche oder tierische Fette verwendet. Hauptsächlich werden Kokosfett, Olivenöl, Palmöl und tierische Fette wie Talg, Schmalz oder Fett aus Knochen verwendet, die bei der Tierkörperverwertung anfallen. Die festen Fette werden durch Erwärmung geschmolzen und mit einer alkalischen Lösung (Natronlauge oder Kalilauge) versetzt. Früher verwendete man auch Soda (Natriumcarbonat) oder Pottasche (Kaliumcarbonat).
Die Verseifung mit Natronlauge ergibt feste Seifen, die Verseifung mit Kalilauge Schmierseifen. Reine Pflanzenfett-Natronseifen sind brüchig spröde, ein Zusatz von Rindertalg mindert diesen Effekt. Traditionell wurden zur Herstellung von Seifen meist Abfallfette (Unschlitt) und Pflanzenöle geringer Qualität verwendet, die nicht zu Speisezwecken eingesetzt werden konnten. Pflanzliche Öle aus Heißpressungen werden auch noch heute zur Seifenherstellung verwendet. Öle aus der Extraktion mit Lösungsmitteln und gebrauchte Frittieröle werden (neben der Aufarbeitung zu Biosprit) nur zu Schmierseifen verarbeitet.
Die Fette werden beim Seifensieden durch die Alkalihydroxide in Glycerin und in die Alkalisalze der Fettsäuren (die eigentlichen waschaktiven Substanzen) zerlegt. Früher erfolgte das Erhitzen zum Sieden in offenen gemauerten Siedekesseln. Heute wird die Verseifung in handwerklichen Kleinbetrieben meist im Kaltverseifungsverfahren durchgeführt, d. h. ohne zusätzliche Erwärmung. Das sogenannte „Seifenkosten“ oder „Seifenessen“ der Seifensieder war eine Prüfung der Alkalität an der Zunge. War der Alkaligehalt zu hoch, weil zu viel davon zugesetzt war oder das zugesetzte Hydroxid noch nicht restlos reagiert hatte, dann spürte der Seifensieder ein Brennen an der Zungenspitze.
Die beim Sieden erhaltene zähflüssige Emulsion wird Seifenleim genannt. Bei der handwerklichen Herstellung wird der Seifenleim in der Regel in Blockformen gegossen, anschließend in Stücke geschnitten und gelangt so als Leimseife in den Handel.

### Herstellung von Kernseife
Zur Herstellung von Kernseife wird der Seifenleim mit Kochsalz versetzt. Dabei trennt sich die Emulsion durch Aussalzen in den aufschwimmenden Seifenkern, der hauptsächlich die Natriumsalze der Fettsäuren enthält und in Unterlauge, die hauptsächlich überschüssige Lauge, Glycerin und das gelöste Kochsalz enthält. Der Seifenkern wird durch Abscheidung von der Unterlauge getrennt und mit reichlich Wasser und etwas Lauge aufgekocht, um die restlichen Verunreinigungen herauszulösen. Erneute Aussalzung führt dann zu der Kernseife. Das Produkt wird in Blockformen gegossen und getrocknet. Kernseife kann zu sogenannter Feinseife weiterverarbeitet werden oder gelangt als Seifenstücke in den Verkauf.

### Herstellung von Feinseife
Blöcke von Kernseife werden grob gemahlen. Das Mahlgut wird mit Farbstoffen, Duftstoffen, Ölen und Füllstoffen angeteigt und auf Walzenstühlen kalandriert, um Luft einzuschließen und schönen Glanz zu erzeugen. Anschließend wird das Zwischenprodukt ausgewalzt und die entstehenden Bänder in einer Heißpresse stranggepresst bzw. extrudiert. Der extrudierte Strang wird zu Seifenstücken gepresst, die als Fein- oder Toilettenseife in den Handel gelangen.

## Unternehmensrechtliche Lage in Deutschland
Laut derzeitiger Rechtslage, so zumindest laut Handwerkskammer Reutlingen, ist Seifensieden nicht mehr als Handwerk anerkannt, weshalb Betriebe auch keinen sogenannten Rolleneintrag mehr erhalten können. Sie arbeiten deshalb rechtlich entweder freiberuflich oder sind Mitglieder ihrer regionalen Industrie- und Handelskammer.

## Trivia
- Im ausgehenden Mittelalter war „Seifensieder“ in Neubrandenburg ein Schimpfwort für einen besonders kulturlosen Menschen. Aber auch heutzutage wird mancher Mensch auch noch als „Seifensieder“ abfällig betitelt.
- Der Vater des Malers Caspar David Friedrich, Adolph Gottlieb Friedrich, war Seifensieder in der Nähe von Greifswald.